# Ema

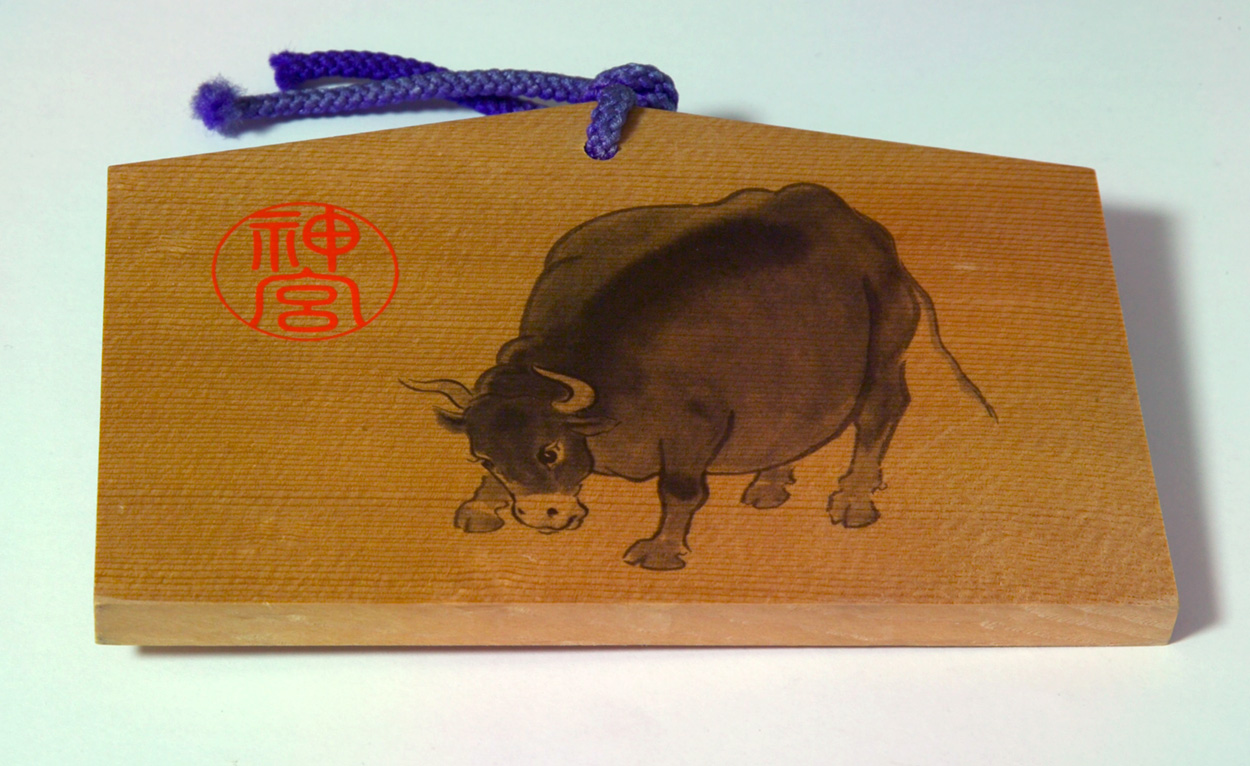
Ema az iszei nagyszentélyből

Az ema (絵馬, 'fogadalmi képek', 'lóképek') főleg japán sintó szentélyek egy-egy falán, kapuján, de buddhista templomokban is lógó festett fatáblácskák, a hívek fogadalmi ajándékai vagy isteni beavatkozást kérő felajánlásai. Eredetileg a szentélynek ajándékozandó lovakat reprezentálták, később pedig azt az állatot, amely a szentéllyel szoros kapcsolatban áll: Tokugava Iejaszu nikkói temetkezőhelyére, a Tósógú szentélybe például peóniák közt alvó macskásat lehet vinni. Régi, nagyobb méretű (akár egyméteres) emák maradtak fenn több jelentős művésztől is, például a Kanó-iskolától, Kacusika Hokuszaitól, Utagava Kunijositól stb.